# Stig Magnusson
Stig Thure Magnusson, född 21 april 1920 i Göteborg, död 12 april 1998 i Göteborg,  var en svensk orgelbyggare och civilingenjör.
Magnusson var verksam inom A. Magnusson Orgelbyggeri AB från 1948 och dess chef från 1956. Han invaldes som ledamot 818 av Kungliga Musikaliska Akademien den 23 februari 1978.